# Crimolois
Crimolois är en kommun i departementet Côte-d'Or i regionen Bourgogne-Franche-Comté i östra Frankrike. Kommunen ligger i kantonen Dijon 2e Canton som tillhör arrondissementet Dijon. År 2018 hade Crimolois 903 invånare.

## Befolkningsutveckling
Antalet invånare i kommunen Crimolois
Referens:INSEE